# Čamovce
Čamovce, do roku 1948 Čoma, (maďarsky Csoma) jsou obec ležící v okrese Lučenec v Banskobystrickém kraji na Slovensku. Žije zde 581 obyvatel. 

## Historie
Obec byla založena ve 12. století, první zmínka o ní pochází z roku 1240. Během tureckých nájezdů byla nucena platit daně ve formě naturálií (dřevo, podkovy), v roce 1683 ji Turci vypálili. Do roku 1918 byla obec součástí Uherska. V důsledku první vídeňské arbitráže bylo v letech 1938 až 1945 součástí Maďarska. Při sčítání lidu v roce 2011 žilo v Čamovcích 577 obyvatel, z toho 345 Maďarů, 146 Romů a 74 Slováků; 12 obyvatel neuvedlo žádné informace o své etnické příslušnosti.